# Espionaje nuclear

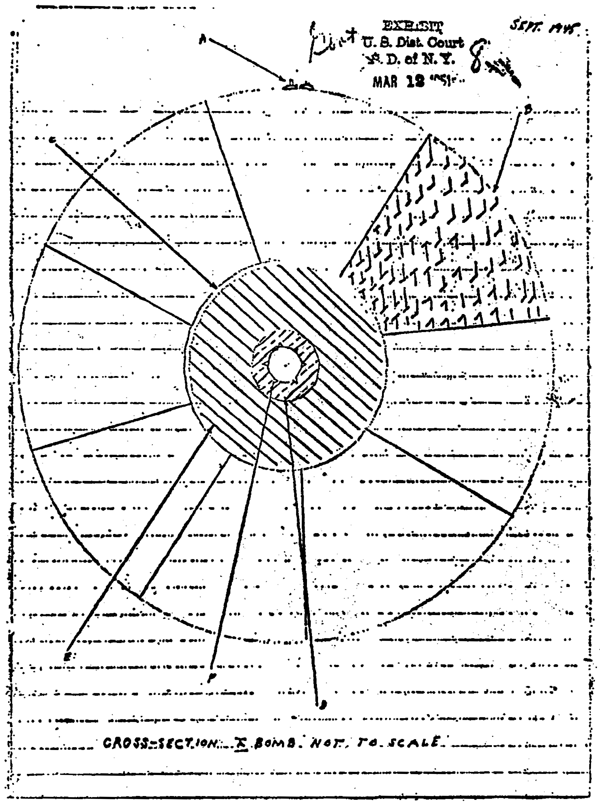
Dibujo de un diseño de arma nuclear de implosión realizado por David Greenglass, que ilustra la información que supuestamente dio a los Rosenberg para que a su vez pasaran a la Unión Soviética.

El espionaje nuclear tiene como propósito transmitir secretos de Estado relacionados con el desarrollo de armas nucleares a otros estados sin mediar una autorización. Durante la historia de las armas nucleares se han dado a conocer muchos casos de espionaje nuclear, además de muchos otros casos en donde se cree ha existido espionaje por parte de otros países. Debido a que las armas nucleares son generalmente consideradas uno de los más importantes secretos de Estado, todas las naciones con armas nucleares tienen restricciones estrictas sobre la entrega de información relativa al diseño, inventario, sistemas de propulsión, y su ubicación geográfica.
Los acuerdos de no-proliferación limitan la capacidad de los Estados de hacer público información sobre armas nucleares.

## Proyecto Manhattan

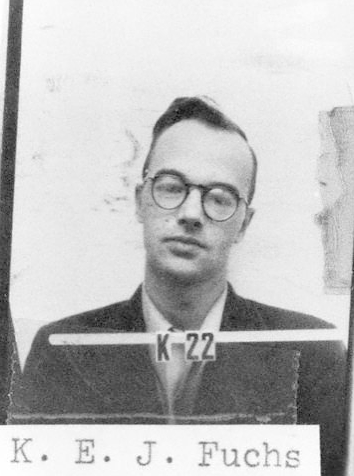
Se considera que Klaus Fuchs fue el más valioso de los espías atómicos durante el proyecto Manhattan.

Durante el proyecto Manhattan, el esfuerzo colaborativo llevado a cabo durante la Segunda Guerra Mundial por los Estados Unidos, el Reino Unido, y Canadá para crear las primeras bombas atómicas, hubo numerosos casos de espionaje nuclear en los cuales científicos o técnicos que trabajaban en el proyecto pasaron información sobre el desarrollo de las bombas y su diseño a la Unión Soviética. A menudo estas personas son denominadas espías atómicos, y su trabajo se extendió durante los comienzos de la Guerra Fría. Muchos de estos casos se dieron a conocer en la prensa en el contexto de las actividades anticomunistas de la década de 1950, aunque han existido numerosas disputas sobre algunos de los detalles exactos de estos casos, aunque ello ha sido en parte resuelto al hacer público las transcripciones del proyecto VENONA, que contienen los mensajes interceptados y decodificados entre agentes soviéticos y el gobierno soviético. Sin embargo ciertos temas permanecen abiertos.
Entre los más prominentes se encuentran:
- Klaus Fuchs – físico teórico refugiado alemán que trabajó en la delegación británica en Los Álamos durante el proyecto Manhattan. Eventualmente fue descubierto, confesó, y fue sentenciado a cárcel en Gran Bretaña. Posteriormente fue liberado y emigró a Alemania del Este. A causa de su proximidad con numerosos aspectos de las actividades del proyecto, y su conocimiento técnico amplio, se lo considera como el más valioso de los "espías Atómicos" en cuanto a la información que brindó a la Unión Soviética sobre el programa de la bomba de fisión de Estados Unidos. También pasó información sobre el programa norteamericano de la bomba de hidrógeno, pero dado que no estaba presente cuando se llevó a cabo el exitoso diseño Teller-Ulam, se piensa que esta información no fue de gran utilidad o valor.

- Theodore Hall – un físico norteamericano de Los Álamos, cuya identidad como espía no fue revelada hasta muy avanzado el siglo XX. Nunca fue arrestado con relación a sus actividades de espionaje, aunque parece que finalmente lo habría admitido ante familiares y periodistas.
- David Greenglass – un operador mecánico norteamericano que trabajó en Los Álamos durante el proyecto Manhattan. Greenglass confesó que durante la Segunda Guerra Mundial dio unos esquemas y bosquejos de los experimentos de laboratorio a los rusos. Algunos aspectos de su testimonio contra su hermana y su cuñado (los Rosenberg, ver más adelante) se considera actualmente fueron inventados en un intento por protegerse a sí mismo. Greenglass confesó su actividad de espionaje y fue sentenciado a una larga pena en prisión.
- George Koval – el hijo norteamericano de una familia de emigrantes de Bielorrusia que regresó a la Unión Soviética, donde fue incorporado al Ejército Rojo y reclutado por el servicio de inteligencia GRU. Se infiltró en el Ejército de Estados Unidos y se desempeñó como oficial de radioprotección en el Special Engineering Detachment. Actuaba bajo el nombre en código de DELMAR, y logró obtener información de Oak Ridge y del proyecto Dayton sobre el detonador Urchin utilizado en la bomba de plutonio Fat Man. Su trabajo no fue conocido en Occidente hasta que fue reconocido a título póstumo como héroe de la Federación Rusa por Vladímir Putin en 2007.
- Ethel y Julius Rosenberg – un matrimonio de norteamericanos supuestamente involucrados en la coordinación y reclutamiento de una red de espionaje que incluía a David Greenglass. Aunque la mayoría de los estudiosos cree que Julius estaba probablemente involucrado en algún tipo de red, el hecho de que Ethel estuviera o no involucrada o tuviera conocimiento de estas actividades sigue siendo discutido. Julius y Ethel rehusaron confesar cargos y fueron sentenciados y ejecutados en Sing-Sing.
- Harry Gold – norteamericano, confesó haber actuado como correo para Greenglass y Fuchs.

Si la información obtenida mediante el espionaje ayudó de forma significativa a acelerar el proyecto de la bomba atómica soviética también es un tema que se sigue discutiendo. Mientras que parte de la información obtenida, como los datos teóricos muy técnicos entregados por Klaus Fuchs, se supone que sí ayudaron en el desarrollo de un arma nuclear, la forma en que los directores soviéticos del proyecto nuclear, Igor Kurchatov y Lavrenty Beria, usaron en realidad la información ha llevado a los estudiosos a dudar de que la misma jugara algún papel en la aceleración del proyecto. Según se sospecha, Kurchatov y Beria usaron la información, sobre todo, como comprobación del trabajo de sus propios científicos, y no compartieron literalmente la información con estos, desconfiando tanto de los científicos soviéticos como de la información de espionaje. Estudios posteriores han mostrado también que el factor decisivo en el desarrollo soviético inicial no fueron los problemas en el diseño armamentístico, sino, como en el Proyecto Manhattan, la dificultad para conseguir materiales fisibles, especialmente debido a que la Unión Soviética no disponía de yacimientos conocidos de uranio cuando comenzó su programa (a diferencia de los Estados Unidos).

## Israel
En 1986 Mordechai Vanunu, un antiguo técnico del Centro de Investigación Nuclear del Néguev cerca de Dimona, en Israel, reveló a la prensa británica información sobre el programa de armas nucleares israelí, confirmando las suposiciones generalizadas que Israel tenía un programa secreto y avanzado de armas nucleares, así como también un arsenal. Israel nunca ha confirmado o negado tener un programa de armamento nuclear y Vanunu fue secuestrado y llevado ilegalmente a Israel, donde fue juzgado a puerta cerrada y declarado culpable de traición y espionaje.
Existe un debate acerca de si Vanunu estaba verdaderamente involucrado en espionaje: Vanunu y sus seguidores afirman que debería ser considerado un "wistleblower" o alertador, esto es, alguien que da a conocer un hecho secreto ilegal. Por otra parte, sus oponentes lo ven como un traidor y la divulgación de información que realizó, como una ayuda a los enemigos del estado de Israel. Vanunu no entregó su información inmediatamente tras su salida de Israel, sino que estuvo viajando cerca de un año antes de hacerlo. Las implicaciones políticas del caso son un tema de fuertes disputas.

## China

Diseño de la cabeza nuclear W88, una variante miniaturizada del diseño Teller-Ulam, supuestamente robado por agentes de la República Popular China.

Un informe de 1999 del Comité de Seguridad Nacional y Asuntos Militares/Comerciales con la República Popular China de la Cámara de Representantes de los Estados Unidos, presidido por el republicano Chritopher Cox (conocido como el Informe Cox), reveló que agencias de seguridad norteamericanas creían que se estaba produciendo espionaje nuclear por parte de la República Popular China en laboratorios de diseño de armas nucleares, especialmente en el Laboratorio Nacional de Los Álamos, el Laboratorio Nacional Lawrence Livermore, el Laboratorio Nacional de Oak Ridge y el Laboratorio Nacional de Sandia. Según este informe, la República Popular China habría ""robado información clasificada sobre todas las cabezas nucleares termonucleares más avanzadas de los Estados Unidos" desde la década de 1970, incluyendo el diseño de cabezas termonucleares miniaturizadas avanzadas, que pueden ser empleadas en vehículos de reentrada múltiple e independiente (MIRV, por sus siglas en inglés), la bomba de neutrones y "códigos de armas" que permiten simulaciones por ordenador de ensayos nucleares (y que permiten a China avanzar en su desarrollo de armas nucleares sin efectuar pruebas). Aparentemente Estados Unidos no fue consciente de estos hechos hasta 1995.
Las investigaciones descritas en el informe llevaron finalmente a la detención de Wen Ho Lee, un científico de Los Álamos, acusado inicialmente de proporcionar información sobre armamento a China. El proceso contra Lee, sin embargo, no fue adelante y finalmente fue acusado únicamente de manejo incorrecto de datos. Otras personas y grupos detenidos o multados fueron los científicos Peter Lee (sin relación con el anterior), que fue detenido por pasar supuestamente secretos de radar submarino a China, y Loral Space & Communications y Hughes Electronics, que entregaron a China misiles secretos. No se efectuaron otras detenciones relacionadas con el robo de diseños nucleares. El asunto se convirtió en un escándalo considerable en su momento.

## Pakistán
En enero de 2004, el Dr. Abdul Qadir Khan, un científico nuclear pakistaní, confesó haber vendido tecnología secreta de armas nucleares a Libia, Irán y Corea del Norte. Según su testimonio e informes de agencias de inteligencia, Khan vendió diseños para centrifugadoras de gas (usadas para enriquecer uranio), diseños chinos de una cabeza nuclear y las propias centrifugadoras a estos tres países. Khan habría conseguido previamente diseños de centrifugadoras de gas de una compañía de enriquecimiento de uranio en Holanda (URENCO), que usó para iniciar su propio programa de armas nucleares. El 5 de febrero de 2004, el presidente de Pakistán, el general Pervez Musharraf, anunció que había indultado a Khan. El gobierno de Pakistán afirma que no tomó parte en el espionaje, pero se niega a entregar a Khan para ser interrogado por el Organismo Internacional de Energía Atómica.